# Franz Feuchtwanger
Franz Feuchtwanger (* 6. Juni 1908 in München; † 1. Februar 1991 in Mexiko-Stadt) war ein deutscher Kunsthistoriker und politischer Funktionär der KPD.

## Leben und Tätigkeit

### Jugend und frühe politische Betätigung
Feuchtwanger war ein Sohn des Rechtsanwalts Max Feuchtwanger. Zu seinen Verwandten gehörte der Schriftsteller Lion Feuchtwanger.
Obwohl aus bürgerlich-monarchistischem Elternhaus stammend fand Feuchtwanger bereits während seiner Schulzeit am Wilhelmsgymnasium München, an dem er 1927 Abitur machte, Kontakte zur Kommunistischen Partei Deutschlands (KPD). Im Juli 1925 trat Feuchtwanger in den Kommunistischen Jugendverband Deutschlands (KJVD) ein.
1927 begann Feuchtwanger mit dem Studium der Rechts- und Wirtschaftswissenschaften in München. 1928 kam er in Kontakt mit Hans Kippenberger, der ihn als Mitarbeiter in den Antimilitaristischen Apparat (AM-Apparat), den Nachrichtendienst der KPD, holte. Eine seiner ersten Aufgaben war die Reorganisation des Abwehrapparats der Partei in München. Ebenfalls 1928 wurde Feuchtwanger in die Bezirksleitung Südbayern der KPD aufgenommen, in der er von Juni bis Oktober 1928 die Funktion eines Polleiters bekleidete.
Ende 1928 übersiedelte Feuchtwanger nach Berlin, wo er Mitarbeiter der Zentrale des AM-Apparates im Dachgeschoss des Karl-Liebknecht-Hauses wurde. Während einer Reise nach München wurde er 1929 während der Teilnahme an einer illegalen Funktionärssitzung des Rotfrontkämpferbundes verhaftet und von der Münchener Universität relegiert. Anschließend ging er endgültig nach Berlin, wo er weiterhin im AM-Apparat tätig war.
Ende April 1930 wurde Feuchtwanger vom Reichsgericht wegen Vorbereitung zum Hochverrat zu einer fünfzehnmonatigen Festungshaft verurteilt, die er auf der Festung Landsberg verbrachte. Im Spätsommer 1931 kehrte er nach Berlin zurück, wo er Ende 1932 seine volkswirtschaftlichen Examina bestand. 1932 wurde Feuchtwanger hauptamtlicher Funktionär des AM-Apparates und Leiter des SPD-Ressorts desselben.

### Leben in der Emigration (1933 bis 1940)
Nach dem Machtantritt der Nationalsozialisten im Frühjahr 1933 floh Feuchtwanger ins Ausland: Im Spätherbst 1933 wurde er nach Moskau geschickt, wo er an einem M-Lehrgang teilnahm. 1934 wurde er über Wien und Zürich zur illegalen Arbeit nach Deutschland geschickt.
Anlässlich der parteiinternen Richtungsstreitigkeiten Ende 1934 wurde Feuchtwanger als Anhänger der Schubert-Schulte-Fraktion auf Betreiben von Walter Ulbricht unter dem Vorwurf, in Umtriebe gegen die Parteilinie verwickelt gewesen zu sein, diszipliniert. Eine erneute Reise nach Moskau wurde ihm daher unmöglich gemacht. Im Jahr 1935 wurde der AM-Apparat aufgelöst. Im August 1936 wurde ihm sein Parteiausschluss mitgeteilt.
Während einer Reise nach Amsterdam wurde er im April 1935 verhaftet und nach Belgien ausgewiesen. Im weiteren Verlauf der 1930er Jahre lebte er in Prag, wo er Anschluss an die linkssozialistische Gruppe Neu Beginnen fand. 1938 übersiedelte Feuchtwanger nach Paris. Im September 1939 wurde er anlässlich des Ausbruchs des Zweiten Weltkriegs interniert.
Von den nationalsozialistischen Polizeiorganen war Feuchtwanger derweil nach seiner Emigration als Staatsfeind eingestuft worden: Im Frühjahr 1940 setzte das Reichssicherheitshauptamt in Berlin ihn auf die Sonderfahndungsliste G.B., ein Verzeichnis von Personen, die im Falle einer erfolgreichen Invasion und Besetzung der britischen Inseln durch die Wehrmacht von den Besatzungstruppen nachfolgenden Sonderkommandos der SS mit besonderer Priorität ausfindig gemacht und verhaftet werden sollten.

### Übersiedlung nach Mexiko
Im Juni/Juli 1940 flüchtete Feuchtwanger angesichts der deutschen Besetzung Frankreichs in die unbesetzte Zone des Landes, von wo er über Spanien nach Portugal gelangte. Von dort konnte er eine Schiffspassage nach Kuba erlangen, von wo er im September 1941 nach Mexiko übersiedelte. Dort engagierte er sich in der Liga ProCultru Alemana (bis er sich 1943 endgültig von der Politik abwandte) und befasste sich bis ins hohe Alter mit präcortesianischer Archäologie.
1981 veröffentlichte Feuchtwanger in der Zeitschrift Internationale Wissenschaftliche Korrespondenz zur Geschichte der deutschen Arbeiterbewegung seine Erinnerungen an den Militärpolitischen Apparat der KPD in den Jahren 1928 bis 1935.

## Schriften
- Der militärpolitische Apparat der KPD in den Jahren 1928-1935. Erinnerungen. In: Internationale Wissenschaftliche Korrespondenz zur Geschichte der deutschen Arbeiterbewegung (IWK), Jg. 17 Heft 4, Dez. 1981, S. 485–533
- Kunst im alten Mexiko, 1960. (zusammen mit Irmgard Groth Kiball)
- Cerámica olmeca, 1989.